# 7a etapa del Tour de França de 2013
La 7a etapa del Tour de França de 2013 es disputà el divendres 5 de juliol de 2013 sobre un recorregut de 205,5 km entre les viles de Montpeller (Erau) i Albi (Tarn).
El vencedor de l'etapa fou l'eslovac Peter Sagan (Cannondale), que s'imposà a l'esprint a John Degenkolb (Argos-Shimano) i Daniele Bennati (Team Saxo-Tinkoff). En la classificació general no es produeix cap canvi significatiu, mentre el guanyador del gran premi de la muntanya Blel Kadri (AG2R La Mondiale) passa a liderar la classificació després de passar en primera posició pels dos primers ports puntuables de l'etapa.

## Recorregut

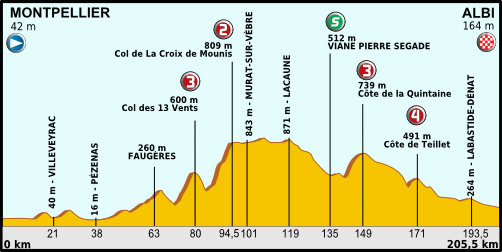
Recorregut de la 7a etapa

Etapa prèvia a la primera de muntanya de la present edició del Tour, amb un recorregut des de la costa, Montpeller al departament de l'Erau fins a Albi, al departament del Tarn. El recorregut és força accidentat, sobretot en la seva part central, en què els ciclistes hauran de superar fins a quatre dificultats puntuables pel gran premi de la muntanya. Un de segona categoria (km 94,5), dues de tercera (km 80 i 149) i una de quarta (km 171). L'esprint intermedi es troba a Viana, al km 135, just abans de l'ascensió de la segona cota de tercera.

## Desenvolupament de l'etapa
Una escapada de dos corredors, formada per Blel Kadri (AG2R La Mondiale) i Jens Voigt (RadioShack-Leopard) fou l'encarregada d'animar l'etapa a partir del km 10. Al km 27 aconseguiren la seva major diferència respecte al gran grup, 6' 40", tot i que aquesta ràpidament disminuí per l'empenta d'un gran grup encapçalat pels homes del Cannondale, sobretot en l'ascensió al coll de la Croix de Mounis, que volien desfer-se com més aviat millor d'esprintadors com Mark Cavendish (Omega Pharma-Quick Step), André Greipel (Lotto-Belisol) o Marcel Kittel (Argos-Shimano) per tal de facilitar la victòria al seu home ràpid, Peter Sagan. Kadri passà en primera posició per les dues primeres cotes del dia, cosa que li va permetre obtenir el mallot de la muntanya. Els escapats foren neutralitzats al km 108 i el grup, sense la presència dels principals esprintadors, arribà unit per disputar-se la victòria a l'esprint, tot i una nova escapada formada per Jan Bakelants (RadioShack-Leopard), Cyril Gautier (Team Europcar) i Juan José Oroz (Euskaltel–Euskadi) que fou neutralitzada a tan sols tres quilòmetres de meta. En l'esprint Sagan fou el més ràpid, superant en els darrers metres a l'alemany John Degenkolb.

## Esprints
| Primer  | Peter Sagan (SVK)          | 20 pts |
| Segon   | Joan Antoni Flecha (CAT)   | 17 pts |
| Tercer  | Fabio Sabatini (ITA)       | 15 pts |
| Quart   | Simon Clarke (AUS)         | 13 pts |
| Cinquè  | Simon Gerrans (AUS)        | 11 pts |
| Sisè    | Daryl Impey (RSA)          | 10 pts |
| Setè    | Alessandro de Marchi (ITA) | 9 pts  |
| Vuitè   | Michael Albasini (SUI)     | 8 pts  |
| Novè    | Alan Marangoni (ITA)       | 7 pts  |
| Desè    | Moreno Moser (ITA)         | 6 pts  |
| Onzè    | Kristjan Koren (SVN)       | 5 pts  |
| Dotzè   | Maciej Bodnar (POL)        | 4 pts  |
| Tretzè  | Kanstantsín Siutsou (BLR)  | 3 pts  |
| Catorzè | Richie Porte (AUS)         | 2 pts  |
| Quinzè  | Peter Kennaugh (GBR)       | 1 pt   |

| Primer  | Peter Sagan (SVK)          | 45 pts |
| Segon   | John Degenkolb (GER)       | 35 pts |
| Tercer  | Daniele Bennati (ITA)      | 30 pts |
| Quart   | Michał Kwiatkowski (POL)   | 26 pts |
| Cinquè  | Edvald Boasson Hagen (NOR) | 22 pts |
| Sisè    | Francesco Gavazzi (ITA)    | 20 pts |
| Setè    | Tony Gallopin (FRA)        | 18 pts |
| Vuitè   | Arthur Vichot (FRA)        | 16 pts |
| Novè    | Manuele Mori (ITA)         | 14 pts |
| Desè    | Sylvain Chavanel (FRA)     | 12 pts |
| Onzè    | Ramūnas Navardauskas (LTU) | 10 pts |
| Dotzè   | Daryl Impey (RSA)          | 8 pts  |
| Tretzè  | Joan Antoni Flecha (CAT)   | 6 pts  |
| Catorzè | Alexis Vuillermoz (FRA)    | 4 pts  |
| Quinzè  | Simon Gerrans (AUS)        | 2 pt   |

## Ports de muntanya
| Primer | Blel Kadri (FRA) | 2 pts |
| Segon  | Jens Voigt (GER) | 1 pt  |

| Primer | Blel Kadri (FRA)     | 5 pts |
| Segon  | Jens Voigt (GER)     | 3 pts |
| Tercer | Romain Bardet (FRA)  | 2 pts |
| Quart  | Pierre Rolland (FRA) | 1 pt  |

| Primer | Jan Bakelants (BEL) | 2 pts |
| Segon  | Cyril Gautier (FRA) | 1 pt  |

| Primer | Jan Bakelants (BEL) | 1 pt |

## Classificació de l'etapa
|    | Ciclista                   | Equip                   | Temps      |
| -- | -------------------------- | ----------------------- | ---------- |
| 1  | Peter Sagan (SVK)          | Cannondale              | 4h 54' 12" |
| 2  | John Degenkolb (GER)       | Argos-Shimano           | m. t.      |
| 3  | Daniele Bennati (ITA)      | Team Saxo-Tinkoff       | m. t.      |
| 4  | Michał Kwiatkowski (POL)   | Omega Pharma-Quick Step | m. t.      |
| 5  | Edvald Boasson Hagen (NOR) | Team Sky                | m. t.      |
| 6  | Francesco Gavazzi (ITA)    | Astana Qazaqstan Team   | m. t.      |
| 7  | Tony Gallopin (FRA)        | RadioShack-Leopard      | m. t.      |
| 8  | Arthur Vichot (FRA)        | FDJ                     | m. t.      |
| 9  | Manuele Mori (ITA)         | Lampre-Merida           | m. t.      |
| 10 | Sylvain Chavanel (FRA)     | Omega Pharma-Quick Step | m. t.      |

## Classificació general

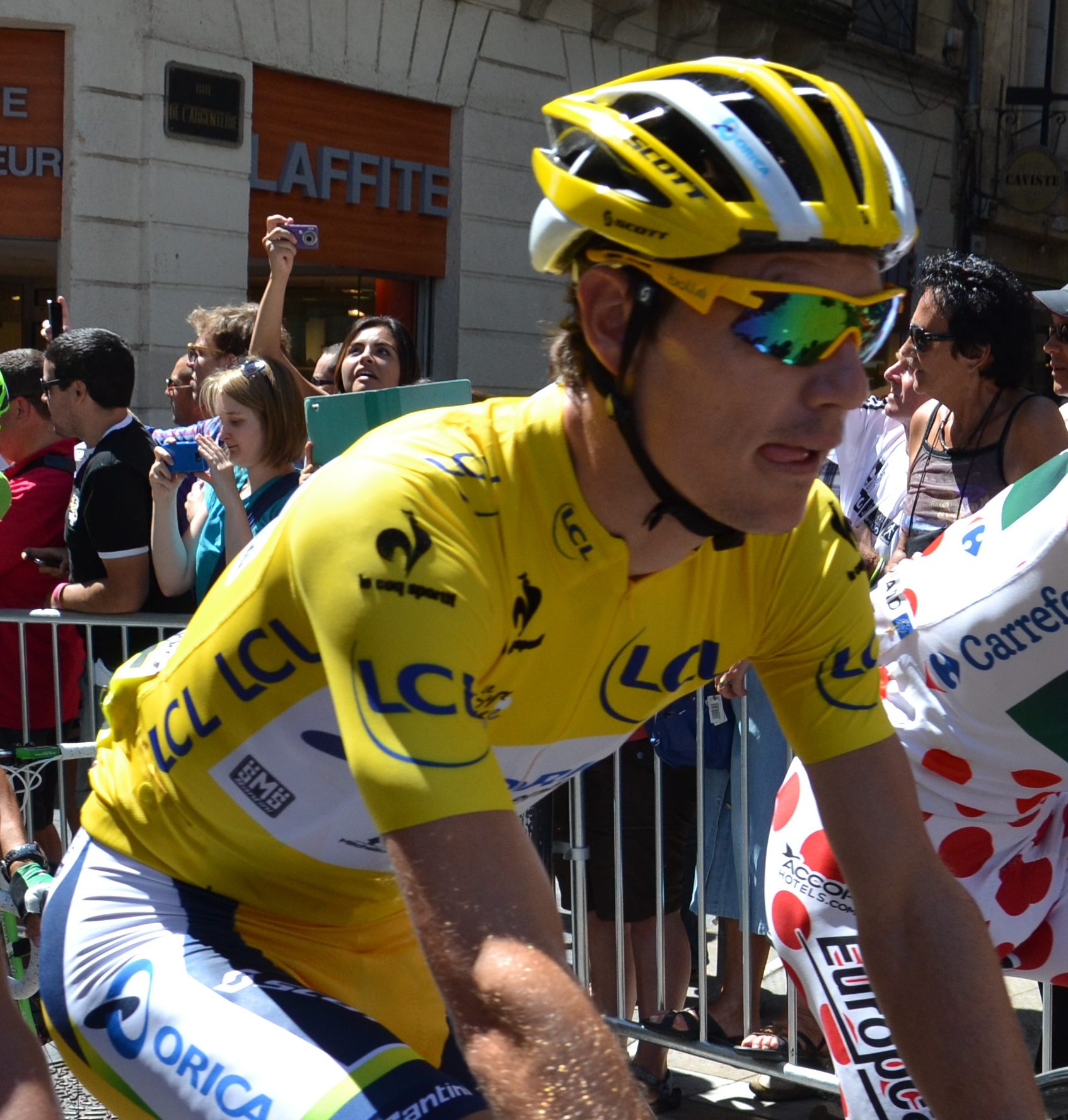
Daryl Impey portant el mallot groc en la sortida de l'etapa.

|    | Ciclista                   | Equip                   | Temps       |
| -- | -------------------------- | ----------------------- | ----------- |
| 1  | Daryl Impey (RSA)          | Orica-GreenEDGE         | 27h 12' 29" |
| 2  | Edvald Boasson Hagen (NOR) | Team Sky                | + 3"        |
| 3  | Simon Gerrans (AUS)        | Orica-GreenEDGE         | + 5"        |
| 4  | Michael Albasini (SUI)     | Orica-GreenEDGE         | + 5"        |
| 5  | Michał Kwiatkowski (POL)   | Omega Pharma-Quick Step | + 6"        |
| 6  | Sylvain Chavanel (FRA)     | Omega Pharma-Quick Step | + 6"        |
| 7  | Chris Froome (GBR)         | Team Sky                | + 8"        |
| 8  | Richie Porte (AUS)         | Team Sky                | + 8"        |
| 9  | Nicolas Roche (IRL)        | Team Saxo-Tinkoff       | + 14"       |
| 10 | Roman Kreuziger (CZE)      | Team Saxo-Tinkoff       | + 14"       |

## Classificacions annexes
|    | Ciclista             | Equip                   | Punts   |
| -- | -------------------- | ----------------------- | ------- |
| 1r | Peter Sagan (SVK)    | Cannondale              | 224 pts |
| 2n | André Greipel (GER)  | Lotto-Belisol           | 130 pts |
| 3r | Mark Cavendish (GBR) | Omega Pharma-Quick Step | 119 pts |

|    | Ciclista             | Equip            | Punts  |
| -- | -------------------- | ---------------- | ------ |
| 1r | Blel Kadri (FRA)     | AG2R La Mondiale | 12 pts |
| 2n | Pierre Rolland (FRA) | Team Europcar    | 11 pts |
| 3r | Simon Clarke (AUS)   | Orica-GreenEDGE  | 5 pts  |

|    | Ciclista                 | Equip                   | Temps       |
| -- | ------------------------ | ----------------------- | ----------- |
| 1r | Michał Kwiatkowski (POL) | Omega Pharma-Quick Step | 27h 12' 35" |
| 2n | Andrew Talansky (USA)    | Garmin-Sharp            | + 16"       |
| 3r | Nairo Quintana (COL)     | Movistar Team           | + 19"       |

|    | Equip             | Temps       |
| -- | ----------------- | ----------- |
| 1r | Orica-GreenEDGE   | 80h 45' 40" |
| 2n | Team Sky          | + 8"        |
| 3r | Team Saxo-Tinkoff | + 19"       |

## Abandonaments
- Janez Brajkovič (SVN) (Astana Qazaqstan Team): no surt per culpa d'una caiguda el dia anterior.[5]
- Christian Vande Velde (USA) (Garmin-Sharp): Abandona per culpa de diverses caigudes durant els dies previs[6]
- Adriano Malori (ITA) (Lampre-Merida): Abandona[7]